# Литературный агент
Литерату́рный аге́нт — посредник между издательством и писателем. 

## Функции
В функции литературного агента входит: поиск подходящего издательства, ведение переговоров о возможности публикации книги, составление юридически грамотного контракта, отслеживание всех полагающихся автору выплат, продажа прав на перевод, экранизацию, запись аудиокниг и т. п.
Некоторые литературные агенты предоставляют своим клиентам редакторские и маркетинговые услуги, но это скорее исключение, чем правило.

## Вознаграждение
Литературные агенты работают за комиссию в размере от 10% до 20% от авторского гонорара. За рубежом стандартной комиссией считаются 15% за местные продажи и 20% — за иностранные.
Зачастую продажа прав на перевод осуществляется литературным агентом через сеть партнеров — суб-агентов, работающих в той или иной стране. Первый находит писателя, а второй — издателя. Комиссия при этом делится пополам между агентом и субагентом.

## Объединения
Литературные агенты объединяются в профессиональные ассоциации. Принятие в члены подобных ассоциаций равнозначно сертификату качества работы агента. Ассоциации литагентов выпускают бюллетени, проводят конференции и вырабатывают стандарты профессиональной деятельности. В России литературные агенты чаще работают в одиночку или микро-командами, примером тому служат Ирина Горюнова, Юлия Гумен или Никита С.Митрохин.

## Источник
- Справочник писателя: как опубликовать и разрекламировать свою книгу